# De homine

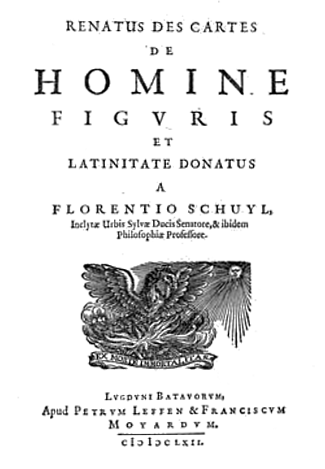
Titelblatt einer de homine Ausgabe

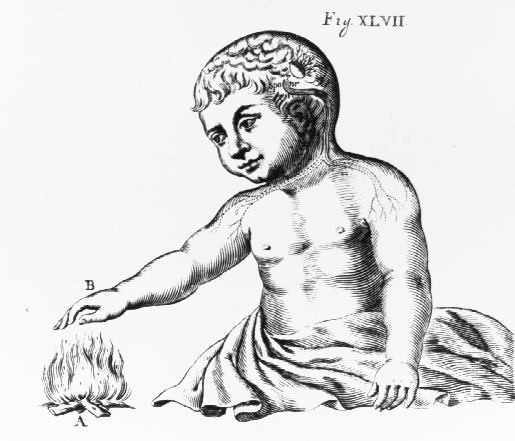
Illustration aus de homine

L'homme, 1664

De homine (französisch „Traité de l’homme“, deutsch Abhandlung über den Menschen) ist eine medizinisch-philosophische Abhandlung von René Descartes.
René Descartes war nicht nur ein bekannter Philosoph, sondern auch Naturwissenschaftler, was er, unter anderem, im fünften Teil seiner „Discours de la méthode“ deutlich macht. Er hat sich auch auf den Bereich der menschlichen Anatomie und Physiologie spezialisiert und geht in der „Abhandlung“ besonders auf die Funktion des Herzens ein.

## Inhalt
Descartes fasst in diesem Teil schon wichtige Thesen zusammen, jedoch lässt sich seine genaue Vorstellung über den Menschen in seinem nach seinem Tod veröffentlichten Buch „Traité de l’homme – Über den Menschen“, eine ausführliche Abhandlung über Anatomie, wiederfinden.
Descartes war ein Vertreter des Rationalismus und vor allem des Mechanizismus. Mechanizismus ist die Bezeichnung seiner These, dass der Mensch, die Tiere sowie das Universum dem Wesen einer Maschine entsprechen. In dem „Traité de l’homme“ geht Descartes also hauptsächlich darauf ein, dass der Mensch einer Maschine gleicht, „(sein) Herz (wie ein Ofen funktioniert)“ und dass er von Gott erschaffen wurde.
Descartes erklärt zuerst ausführlich den Blutkreislauf und die Funktion des immer kreisenden Blutes in unserem Gehirn. Er vergleicht den Kreislauf des Blutes mit einem immer fortlaufenden Fluss, der verschiedene Maschinen antreiben kann. Außerdem geht er genau auf die Wege des Blutes zum Herzen ein, wobei er die einzelnen Funktionen der Venen und Arterien, sowie der „arteriösen Vene“ bzw. der „venösen Arterie“ beschreibt. Weiterhin erklärt er den Weg der Hohlvene, die wichtigste und größte Vene die zum Herzen hinreicht und „(…) den Stamm eines Baumes bildet, dessen Zweige alle anderen Venen im Körper sind (…).“ Sie nimmt aus den kleinsten Körperteilen das sauerstoffarme Blut auf und transportiert es zum Herzen. Nun öffnet sich die linke Herzkammer und lässt einen Tropfen Blut hinein, dieser dehnt sich durch die Hitze aus und weiteres Blut tropft in das Herz. Somit wird das Blut erwärmt und mit Sauerstoff angereichert. Nun verlässt es die rechte Herzkammer durch die Hauptarterie und breitet sich im Körper aus. Descartes klärt noch die Frage, wieso die Arterien, die das gesamte Blut, das aus dem Herzen in sie einfließt, halten können und nicht platzen oder Ähnliches, was gleichzeitig zum Versiegen des Blutes in den Venen führen würde. Er beschreibt einen „beständigen Kreislauf“ des Blutes, das in die Arterien fließt und in kleine Nebenarme, die zu kleinen Ästen der Venen werden und somit das Blut wieder zurück ins Herz leiten, welches dann wieder zurück in die Nebenarme fließt. Mit dem gesamten Kreislauf des Blutes erklärt Descartes ferner alle anderen Funktionen unserer Organe, wie Magen, Auge etc. Er untermauert seine These damit, dass er erklärt, wie das Blut in die Venenäste im Magen einfließt und, dass der Magen nur Magensäure bilden kann, wenn das Blut 100 – 200 Mal am Tag immer wieder durchs Herz fließt, dort neuen Sauerstoff und neue Wärme bekommt und diese an die restlichen Extremitäten und Organe abgibt.
Danach beweist er mit dem Blutkreislauf die Tüchtigkeit unserer „Lebensgeister“. Er glaubt, dass das wärmste und „lebhafteste“ Blut in unser Gehirn strömt, um unserem vernünftigen Verstand Leben einzuhauchen, um jede einzelne Bewegung bis in die kleinste Pore auszuführen und um jeden einzelnen unserer Sinne aufzuwecken. Er behauptet, die Lebensgeister seien „wie ein sehr feiner Hauch, oder vielmehr wie eine sehr reine und sehr lebhafte Flamme (…)“, die Nerven und Muskel mit Wärme füllen und sie zum Bewegen ankurbeln.
An diese Stelle zieht er den ersten Vergleich des Menschen mit Automaten und Maschinen. Denn, wenn unsere Lebensgeister unsere Bewegungen wie atmen oder blinzeln ausführen, ohne dass unser menschlicher Wille diese Bewegungen alle einzeln bewertet und für gut befindet, muss dies wie eine Bewegung eines Automaten (abgeleitet von altgriechisch αὐτόματος automatos „von selbst geschehend“) sein.
Descartes schreibt:

„Dies (die Ausführungen der Bewegungen von den Lebensgeistern) wird 
denjenigen keineswegs verwunderlich erscheinen, die wissen, wie viele 
verschiedene Automaten oder bewegungsfähige Maschinen die 
Geschicklichkeit der Menschen herstellen kann, und dies im Vergleich zu der 
großen Anzahl von Knochen, Muskeln, Nerven, Arterien, Venen und all den 
anderen Teilen, die im Körper eines jeden Tieres sind, unter Verwendung von 
sehr wenigen Stücken; und die diesen Körper als eine Maschine ansehen werden, 
die, durch die Hände Gottes hergestellt, unvergleichlich besser konstruiert ist 
und bewunderungswürdige Bewegungen in sich hat als irgendeine, die von den 
Menschen erfunden werden kann.“

Damit sagt er aus, dass der Mensch eine Maschine ist, die Gott erschaffen hat. Ferner beschreibt er den Unterschied zwischen Tieren und Menschen, die beide Maschinen sind, die von Gott erschaffen wurden. Er sagt, dass die einzigen beiden Unterschiede zwischen Tier und Mensch sind, dass der Mensch die Sprache besitzt und selbst, wenn ein Tier unglaubliche Ähnlichkeit mit uns Menschen hätte, könnte es nicht, so wie der Mensch Wörter, aneinanderreihen und sie in eine sachlogische Folge zusammensetzen. Auch der „stumpfsinnigste Mensch“ kann Wörter zu einem Satz zusammenhängen, was ihn zum Menschen und das Tier zum Tier macht. Der zweite Unterschied ist, dass, obwohl es manche Tiere geben mag, die verschiedene Handlungen besser ausführen als wir, die Tiere nur nach „der Disposition ihrer Organe handeln“ und nicht nach ihrer Vernunft. Der Mensch ist ein vernunftbegabtes Wesen, dessen Seele den Weg der Vernunft geht und den Menschen nicht einzig und allein nach Instinkten handeln lässt. Dies bringt Descartes gleich zur Seele, die für ihn aus einer anderen und vom Körper unabhängigen Natur besteht, da verschiedene Arten von Tieren eine andere Seele haben müssen, weil sie alle verschiedene Organe besitzen und anders nach der Disposition letzterer handeln und Menschen, da sie alle verschiedene Charaktere besitzen und jeder Mensch ein Individuum ist. Jedoch sind die Seelen der Tiere und der Menschen wieder völlig verschieden. Die Seele, die nun unabhängig vom Körper ist, kann so auch nicht sterben, sobald der Körper des Seelenträgers abstirbt und ist folglich unsterblich.
Descartes kannte und schätzte Galileis Werke und war über den gegen ihn von kirchlicher Seite geführten Prozess informiert. Er zog es also vor, seine wissenschaftliche Abhandlung „Traité de l’homme“ nicht zu veröffentlichen, sondern eine Zusammenfassung seiner Thesen in die „Discours de la Méthode“ zu integrieren, um eine Indizierung durch die Kirche zu vermeiden.
Angesichts der Tatsache, dass Descartes seine Forschungen an echten Menschen betrieb, und dass er Dinge herausfand, die bisher noch nicht an die Menschheit getreten waren, wusste er nicht, wie die Kirche darauf reagieren würde. Schließlich galt es als unmöglich, Leichen auf ihre Organe zu untersuchen und ihre Funktionen nachzustellen, anstatt sie in Frieden zu begraben und ruhen zu lassen. Genauso wenig war es erwünscht, Beweise im Menschen zu suchen, die zeigten, dass der Mensch aus chemischen Abläufen und Atomen besteht.
Descartes glaubte zwar an Gott, hielt es aber für sicherer, sein Buch nicht zu veröffentlichen.
Die Gründe für sein vorsichtiges Vorgehen sind im „Discours de la méthode“ wiederzufinden:

„Aber weil ich hierfür nun über Fragen sprechen müsste, die unter den
Gelehrten strittig sind, und ich mich mit ihnen nicht zu überwerfen wünsche,
halte ich es für das Beste, hiervon abzusehen und nur im Allgemeinen zu
sagen, um welche Fragen es sich handelt, um weisere Leute entscheiden zu
lasse, ob es zweckmäßig ist, die Öffentlichkeit genauer darüber zu informieren.“

Doch Descartes hatte seine Abhandlung nicht umsonst geschrieben. Er wollte es veröffentlichen, suchte nur nach dem richtigen Zeitpunkt. Und dieser war kurz vor seinem Tod.
Im fünften Teil, in dem seine Abhandlung über den Menschen zusammengefasst ist, er habe aus Furcht nur eine allgemeine Zusammenfassung seiner Thesen in zusammengefasster Form in seine „Discours de la méthode“ geschrieben hat:

„Aber weil ich versucht habe, die wichtigsten davon (wichtige Wahrheiten über 
den Menschen) in einer Abhandlung zu erklären, an deren Veröffentlichung mich 
einige Erwägungen hindern, kann ich sie nicht besser bekannt machen, als hier 
summarisch zu sagen, was sie enthält. Ich hatte, bevor ich schrieb, die 
Absicht, dort alles aufzunehmen, was ich über die Natur der materiellen 
Dinge zu wissen meinte. 
Doch ebenso wie ein Maler auf eine ebenen Fläche nicht alle verschiedenen 
Außenseiten eines räumlichen Gebildes gleich gut darstellen kann und nur eine der 
hauptsächlichsten auswählt, die er allein ins Licht setzt, die übrigen in 
Schatten hüllt und nur so weit erscheinen lässt, wie man sie bei der 
Betrachtung der hauptsächlichen sehen kann, so versuchte ich aus Furcht, nicht alles, 
was ich in meinen Gedanken hatte, im Verlauf meiner Darlegung unterbringen 
zu können, dort nur das, was ich vom Licht verstand, sehr ausführlich darzulegen; […]“

Die Abhandlung wurde erst 1662 an die Öffentlichkeit gebracht. Zu diesem Zeitpunkt war Descartes schon 12 Jahre tot.